# Superliga de Eslovaquia
La Superliga de Eslovaquia —conocida como  Niké liga por motivos de patrocinio— es la máxima categoría del sistema de ligas de fútbol de Eslovaquia. Comenzó a disputarse en la temporada 1993-94, coincidiendo con la independencia del país, y es organizada desde 2009 por los propios clubes participantes.

## Historia
Antes de contar con una liga independiente, los clubes eslovacos estaban integrados desde 1934 en el sistema de ligas de Checoslovaquia. Entre 1939 y 1945 los clubes de la nueva República Eslovaca compitieron por separado, pero al término de la ocupación alemana se volvió a la situación anterior. Durante la etapa checoslovaca el representante más laureado fue el Slovan Bratislava, campeón de ocho ligas y de la Recopa de Europa 1968-69.
En 1993, la disolución de Checoslovaquia deparó la creación de la Asociación Eslovaca de Fútbol y de un sistema de ligas independiente para Eslovaquia. La temporada inaugural de Primera División contó con doce clubes: seis procedentes de la máxima categoría y seis de las divisiones inferiores. En un primer momento el Slovan Bratislava mantuvo su dominio con tres ligas consecutivas, pero luego el 1. FC Kosice se convirtió en 1996 en la primera entidad que ganaba la liga sin ser de la capital.
Desde 2009 el campeonato es organizado por los propios participantes a través de la «Unión de Clubes de Liga». Con el paso del tiempo se han probado distintos formatos para intentar aumentar el nivel competitivo, y han surgido nuevos campeones como el MŠK Žilina y el Spartak Trnava.

## Participantes

### Equipos de la Temporada 2025-2026
| Club                  | Ciudad          | Estadio                     | Capacidad |
| --------------------- | --------------- | --------------------------- | --------- |
| DAC Dunajská Streda   | Dunajská Streda | MOL Aréna                   | 12,700    |
| KFC Komárno           | Komárno         | Mestský štadión Komárno     | 5,000     |
| FC Košice             | Košice          | Košická Futbalová Aréna     | 5,830     |
| MFK Ružomberok        | Ružomberok      | Štadión pod Čebraťom        | 4,817     |
| MFK Skalica           | Skalica         | Mestský štadión Skalica     | 1,500     |
| Slovan Bratislava     | Bratislava      | Tehelné pole                | 22,500    |
| 1. FC Tatran Prešov   | Prešov          | Štadión Tatran Prešov       | 5.410     |
| Spartak Trnava        | Trnava          | Štadión Antona Malatinského | 19,200    |
| AS Trenčín            | Trenčín         | Štadión na Sihoti           | 10,000    |
| MŠK Žilina            | Žilina          | Štadión pod Dubňom          | 11,253    |
| Železiarne Podbrezová | Podbrezová      | ZELPO Aréna                 | 4,061     |
| Zemplín Michalovce    | Michalovce      | Mestský futbalový štadión   | 4,440     |

## Sistema de competición
La Superliga es la máxima categoría del sistema masculino de ligas de fútbol de Eslovaquia. El torneo es organizado por la Unión de Clubes de la Liga (en finés: Únia ligových klubov), formada por representantes de los participantes. La competición consta de dos fases, participan doce equipos y cada temporada comienza en julio para terminar en mayo del año siguiente.
En la liga regular, los doce equipos se enfrentan todos contra todos en dos ocasiones —una en campo propio y otra en campo contrario— hasta sumar 22 jornadas. El orden de los encuentros se decide por sorteo antes de empezar la competición. Al término de esta etapa, los clubes mantienen su puntuación y pasan a dos grupos: el «grupo del campeonato» del primero al sexto clasificado, y el «grupo de permanencia» del séptimo al duodécimo clasificado, que disputarán partidos a ida y vuelta entre ellos hasta sumar 32 jornadas en total.
La clasificación final se establece con arreglo a la puntuación obtenida por cada equipo al término del campeonato. Los equipos obtienen tres puntos por cada partido ganado, un punto por cada empate y ningún punto por los partidos perdidos. Si al finalizar el campeonato dos equipos igualan a puntos, los mecanismos para desempatar la clasificación son los siguientes:
1. El que tenga una mayor diferencia entre goles a favor y en contra según el resultado de los partidos jugados entre ellos.
2. El que tenga la mayor diferencia de goles a favor teniendo en cuenta todos los obtenidos y recibidos en el transcurso de la competición.
3. El club que haya marcado más goles.

El equipo que más puntos sume al final del campeonato será proclamado campeón de Liga y obtendrá el derecho automático a participar en la primera ronda clasificatoria de la Liga de Campeones de la UEFA. El subcampeón, el vencedor de la Copa de Eslovaquia y el ganador del playoff europeo —que involucra desde el tercer hasta al sexto clasificado— obtienen una plaza en la fase clasificatoria de la Liga Europa Conferencia de la UEFA.
El último clasificado desciende a la Segunda División de Eslovaquia y, de esta, ascenderá recíprocamente el campeón de la división inferior. El penúltimo disputa una promoción a ida y vuelta contra el segundo clasificado de la división inferior.

## Historial
| Temporada | Campeón                | Subcampeón                  | Tercero                     | Máximo goleador                   | Club                                       | Goles |
| --------- | ---------------------- | --------------------------- | --------------------------- | --------------------------------- | ------------------------------------------ | ----- |
| 1993-94   | ŠK Slovan Bratislava   | FK Inter Bratislava         | FC DAC 1904 Dunajská Streda | Pavol Diňa                        | FC DAC 1904 Dunajská Streda                | 19    |
| 1994-95   | ŠK Slovan Bratislava   | 1.FC Kosice                 | FK Dukla Banská Bystrica    | Robert Semenik                    | FK Dukla Banská Bystrica                   | 18    |
| 1995-96   | ŠK Slovan Bratislava   | 1.FC Kosice                 | FC Spartak Trnava           | Robert Semenik                    | 1.FC Kosice                                | 29    |
| 1996-97   | 1.FC Kosice            | FC Spartak Trnava           | ŠK Slovan Bratislava        | Jozef Kožlej                      | 1.FC Kosice                                | 22    |
| 1997-98   | 1.FC Kosice            | FC Spartak Trnava           | FK Inter Bratislava         | Ľubomír Luhový                    | FC Spartak Trnava                          | 17    |
| 1998-99   | ŠK Slovan Bratislava   | FK Inter Bratislava         | FC Spartak Trnava           | Martin Fabuš                      | TJ Ozeta Dukla Trenčín                     | 19    |
| 1999-00   | FK Inter Bratislava    | 1.FC Kosice                 | ŠK Slovan Bratislava        | Szilárd Németh                    | FK Inter Bratislava                        | 16    |
| 2000-01   | FK Inter Bratislava    | ŠK Slovan Bratislava        | MFK Ružomberok              | Szilárd Németh                    | FK Inter Bratislava                        | 23    |
| 2001-02   | MŠK Žilina             | ŠK Matador Púchov           | FK Inter Bratislava         | Marek Mintál                      | MŠK Žilina                                 | 21    |
| 2002-03   | MŠK Žilina             | FC Artmedia Bratislava      | ŠK Slovan Bratislava        | Marek Mintál Martin Fabuš         | MŠK Žilina                                 | 20    |
| 2003-04   | MŠK Žilina             | FK Dukla Banská Bystrica    | MFK Ružomberok              | Roland Števko                     | MFK Ružomberok                             | 17    |
| 2004-05   | FC Artmedia Bratislava | MŠK Žilina                  | FK Dukla Banská Bystrica    | Filip Šebo                        | FC Artmedia Bratislava                     | 22    |
| 2005-06   | MFK Ružomberok         | FC Artmedia Bratislava      | FC Spartak Trnava           | Róbert Rák Erik Jendrišek         | FC Nitra MFK Ružomberok                    | 21    |
| 2006-07   | MŠK Žilina             | FC Artmedia Bratislava      | ŠK Slovan Bratislava        | Tomáš Oravec                      | FC Artmedia Bratislava                     | 16    |
| 2007-08   | FC Artmedia Petržalka  | MŠK Žilina                  | FC Nitra                    | Ján Novák                         | MFK Košice                                 | 17    |
| 2008-09   | ŠK Slovan Bratislava   | MŠK Žilina                  | FC Spartak Trnava           | Pavol Masaryk                     | ŠK Slovan Bratislava                       | 15    |
| 2009-10   | MŠK Žilina             | ŠK Slovan Bratislava        | FK Dukla Banská Bystrica    | Róbert Rák                        | FC Nitra                                   | 18    |
| 2010-11   | ŠK Slovan Bratislava   | FK Senica                   | MŠK Žilina                  | Filip Šebo                        | ŠK Slovan Bratislava                       | 22    |
| 2011-12   | MŠK Žilina             | FC Spartak Trnava           | ŠK Slovan Bratislava        | Pavol Masaryk                     | MFK Ružomberok                             | 18    |
| 2012-13   | ŠK Slovan Bratislava   | FK AS Trenčín               | FK Senica                   | David Depetris                    | FK AS Trenčín                              | 16    |
| 2013-14   | ŠK Slovan Bratislava   | FK AS Trenčín               | FC Spartak Trnava           | Tomáš Malec                       | FK AS Trenčín                              | 14    |
| 2014-15   | FK AS Trenčín          | MŠK Žilina                  | ŠK Slovan Bratislava        | Jan Kalabiška Matej Jelić         | FK Senica MŠK Žilina                       | 19    |
| 2015-16   | FK AS Trenčín          | ŠK Slovan Bratislava        | TJ Spartak Myjava           | Gino van Kessel                   | FK AS Trenčín                              | 17    |
| 2016-17   | MŠK Žilina             | ŠK Slovan Bratislava        | MFK Ružomberok              | Filip Hlohovský Seydouba Soumah   | MŠK Žilina ŠK Slovan Bratislava            | 20    |
| 2017-18   | FC Spartak Trnava      | ŠK Slovan Bratislava        | FC DAC 1904 Dunajská Streda | Samuel Mráz                       | MŠK Žilina                                 | 19    |
| 2018-19   | ŠK Slovan Bratislava   | FC DAC 1904 Dunajská Streda | MFK Ružomberok              | Andraž Šporar                     | ŠK Slovan Bratislava                       | 29    |
| 2019-20   | ŠK Slovan Bratislava   | MŠK Žilina                  | FC DAC 1904 Dunajská Streda | Andraž Šporar                     | ŠK Slovan Bratislava                       | 12    |
| 2020-21   | ŠK Slovan Bratislava   | FC DAC 1904 Dunajská Streda | FC Spartak Trnava           | Dawid Kurminowski                 | MŠK Žilina                                 | 19    |
| 2021-22   | ŠK Slovan Bratislava   | MFK Ružomberok              | FC Spartak Trnava           | Jakub Kadák                       | FK AS Trenčín                              | 13    |
| 2022-23   | ŠK Slovan Bratislava   | FC DAC 1904 Dunajská Streda | FC Spartak Trnava           | Nikola Krstović                   | FC DAC 1904 Dunajská Streda                | 18    |
| 2023-24   | ŠK Slovan Bratislava   | FC DAC 1904 Dunajská Streda | FC Spartak Trnava           | Róbert Polievka Tigran Barseghyan | Dukla Banská Bystrica ŠK Slovan Bratislava | 13    |
| 2024-25   | ŠK Slovan Bratislava   | MŠK Žilina                  | FC Spartak Trnava           | David Strelec Tigran Barseghyan   | ŠK Slovan Bratislava                       | 20    |

## Palmarés
| Club                        | Títulos | Subtítulos | Años de los campeonatos                                                                  |
| --------------------------- | ------- | ---------- | ---------------------------------------------------------------------------------------- |
| ŠK Slovan Bratislava        | 15      | 5          | 1994, 1995, 1996, 1999, 2009, 2011, 2013, 2014, 2019, 2020, 2021, 2022, 2023, 2024, 2025 |
| MŠK Žilina                  | 7       | 5          | 2002, 2003, 2004, 2007, 2010, 2012, 2017                                                 |
| 1.FC Kosice †               | 2       | 3          | 1997, 1998                                                                               |
| MFK Petržalka 1             | 2       | 3          | 2005, 2008                                                                               |
| FK Inter Bratislava         | 2       | 2          | 2000, 2001                                                                               |
| FK AS Trenčín               | 2       | 2          | 2015, 2016                                                                               |
| FC Spartak Trnava           | 1       | 3          | 2018                                                                                     |
| MFK Ružomberok              | 1       | 1          | 2006                                                                                     |
| FC DAC 1904 Dunajská Streda | -       | 4          | ---                                                                                      |
| FK Dukla Banská Bystrica    | -       | 1          | ---                                                                                      |
| FK Senica                   | -       | 1          | ---                                                                                      |
| ŠK Matador Púchov           | -       | 1          | ---                                                                                      |

1 Ambos títulos como FC Artmedia Bratislava
- † Equipo desaparecido.

## Tabla Histórica
Actualizada a los resultados de la temporada 2022/23. Los equipos en Negrita forman parte de la liga en la temporada 2023/24.
| Pos | Equipo                | T  | J   | G   | E   | P   | GF   | GC   | GD     | Pts   |
| --- | --------------------- | -- | --- | --- | --- | --- | ---- | ---- | ------ | ----- |
| 1   | Slovan Bratislava     | 28 | 910 | 518 | 207 | 185 | 1635 | 884  | 751    | 1761  |
| 2   | Žilina                | 29 | 974 | 468 | 216 | 290 | 1659 | 1080 | 579    | 1607  |
| 3   | Spartak Trnava        | 29 | 964 | 439 | 221 | 302 | 1347 | 1056 | 291    | 1532  |
| 4   | Ružomberok            | 26 | 880 | 339 | 248 | 293 | 1149 | 1061 | 88     | 1268  |
| 5   | Trenčín               | 23 | 775 | 303 | 170 | 300 | 1128 | 1092 | 36     | 1082  |
| 6   | VSS Košice            | 19 | 616 | 241 | 148 | 227 | 835  | 799  | 36     | 863   |
| 7   | DAC Dunajská Streda   | 20 | 634 | 226 | 157 | 251 | 774  | 889  | (-115) | 829 * |
| 8   | Dukla Banská Bystrica | 20 | 648 | 210 | 174 | 264 | 775  | 842  | (-67)  | 795   |
| 9   | Petržalka             | 14 | 463 | 204 | 114 | 145 | 676  | 561  | 115    | 726   |
| 10  | Inter Bratislava      | 14 | 454 | 203 | 102 | 149 | 667  | 519  | 148    | 693   |
| 11  | Nitra                 | 18 | 572 | 177 | 128 | 299 | 607  | 875  | (-268) | 644   |
| 12  | Tatran Prešov         | 16 | 515 | 148 | 143 | 224 | 529  | 734  | (-205) | 577   |
| 13  | Senica                | 14 | 448 | 147 | 113 | 186 | 510  | 619  | (-138) | 556   |
| 14  | Zlaté Moravce         | 16 | 513 | 137 | 129 | 249 | 532  | 793  | (-261) | 548   |
| 15  | Dubnica               | 13 | 424 | 119 | 117 | 188 | 436  | 604  | (-168) | 473   |
| 16  | Zemplín Michalovce    | 9  | 282 | 80  | 71  | 129 | 307  | 449  | (-142) | 311   |
| 17  | Púchov                | 6  | 216 | 70  | 53  | 93  | 235  | 294  | (-59)  | 263   |
| 18  | Humenné               | 7  | 216 | 71  | 43  | 102 | 238  | 323  | (-85)  | 246   |
| 19  | Podbrezová            | 6  | 192 | 60  | 45  | 77  | 210  | 266  | (-56)  | 230   |
| 20  | Baník Prievidza       | 7  | 216 | 59  | 44  | 113 | 239  | 369  | (-130) | 212   |
| 21  | Spartak Myjava        | 5  | 132 | 55  | 27  | 50  | 167  | 177  | (-10)  | 192   |
| 22  | Sereď                 | 5  | 155 | 49  | 39  | 67  | 176  | 237  | (-61)  | 186   |
| 23  | Lokomotíva Košice     | 5  | 156 | 48  | 37  | 71  | 180  | 241  | (-61)  | 174   |
| 24  | Bardejov              | 5  | 154 | 45  | 24  | 85  | 159  | 232  | (−73)  | 159   |
| 25  | Rimavská Sobota       | 4  | 126 | 35  | 29  | 62  | 129  | 193  | (−64)  | 134   |
| 26  | Pohronie              | 4  | 123 | 26  | 42  | 55  | 128  | 179  | (-51)  | 120   |
| 27  | Senec                 | 3  | 91  | 18  | 28  | 45  | 85   | 152  | (−67)  | 82    |
| 28  | Skalica               | 2  | 65  | 16  | 16  | 33  | 68   | 100  | (-32)  | 64    |
| 29  | Liptovský Mikuláš     | 2  | 63  | 14  | 16  | 34  | 66   | 116  | (-50)  | 58    |
| 30  | FC Košice             | 0  | 0   | 0   | 0   | 0   | 0    | 0    | 0      | 0     |

T = Temporadas; J = Partidos jugados; G = Partidos ganados; E = Partidos empatados; P = Partidos perdidos; GF = Goles a favor; GC = Goles en contra; GD = Gol diferencia; Pts = Puntos

aEl Spartak Myjava abandonó la liga el 21 de diciembre de 2016, y sus resultados de la temporada 2016–17 fueron expugnados.
- Al DAC le fueron restados 6 puntos en la temporada 2013/14.

|  | Superliga de Eslovaquia    |
|  | Primera Liga de Eslovaquia |
|  | 3. liga (Eslovaquia)       |
|  | 4. liga (Eslovaquia)       |
|  | 5. liga (Eslovaquia)       |
|  | Inactivo o desaparecido    |